# АФК Нийт Атлетик
АФК Нийт Атлетик (на английски: Neath Athletic Association Football Club, Нийт Атлетик Асоусиейшън Футбол Клъб; на уелски: Clwb Pêl-droed Castell Nedd, Клуб Пеел-дройд Кастел Нед) е уелски футболен клуб, базиран в едноименния град Нийт. Играе мачовете си на стадион Дъ Гнол.